# Henry Hicks
Pour les articles homonymes, voir Hicks.
Henry Davies Hicks (né le 5 mars 1915, mort le 9 décembre 1990) ste un avocat et homme politique néo-écossais. Il a été capitaine de l'artillerie royale canadienne pendant la Seconde Guerre mondiale. Il fut premier ministre de la Nouvelle-Écosse de 1954 à 1956. Il fut fait Compagnon de l'Ordre du Canada en 1970. Le 27 avril 1972, il fut nommé au Sénat du Canada par Pierre Trudeau, où il siégea jusqu'à sa retraite le 5 mars 1990. Il est mort dans un accident de voiture en décembre 1990.